# Socket AM2+
Socket AM2+は、AMD のPhenomなどのCPUで使用する、Socket AM2の後継のCPUソケットである。Socket AM2+は、Socket AM2からSocket AM3への移行途上のソケットであり、Socket AM2と完全な互換性がある。つまり、Socket AM2向けに設計されたプロセッサはSocket AM2+マザーボードで動作し、反対の組み合わせも動作する。

## 仕様
Socket AM2 からの主要な変更点は、AM2+プロセッサの利用である。つまり、
- 最大 2.6 GHz で動作する HyperTransport 3.0
- パワープレーンの分離:片方がCPUコア向け、もう片方が統合メモリコントローラ (IMC) 向けである。統合グラフィックを使用するときのように、CPUコアがスリープで、IMCがアクティブのときのパワーセーブを改善する。

初期のAMDプロセッサソケットのテクニカルドキュメントは容易に入手できるが、"AM2r2 Processor Functional Data Sheet" （AMD 文書番号 41607）は、まだ一般に公開されていない。
AMDは、AM2プロセッサがAM2+マザーボードで動作し、AM2+プロセッサがAM2マザーボードで動作することを確認している。ただし、AM2マザーボードでAM2+プロセッサを動作させた場合は、Socket AM2の仕様（1GHz の HyperTransport 2.0、CPUコアとIMCに電力を供給する単一のプレーン）での動作となる。AM2プロセッサは、AM2+マザーボードでの高速なHyperTransport 3.0や、分離されたパワープレーンなどの利点を利用しない。
多くのマザーボードメーカーは、この互換性を有効にするBIOSアップデートをリリースしていない（今後もリリースしないかもしれない）。他のメーカは単純に、AM2マザーボードはAM2+プロセッサと互換性がないと表明している。
AMDは、Socket AM2+からAM3へのアップグレードパスを確認している。
- AM3プロセッサは、AM2+マザーボードで動作する。
- AM2+プロセッサは、AM3マザーボードで動作しない。

ただし、AM2+のマザーボードでも製品によってAM3プロセッサの対応は分かれており、一部のマザーボードはBIOSのアップデートによって対応する。マザーボードメーカーがAM3プロセッサのサポートを発表していない製品でも動作することがあるがサポート対象外となる。
|            |             | マザーボード | マザーボード | マザーボード | マザーボード |
| Socket AM2 | Socket AM2+ | Socket AM3   | Socket AM3+  |              |              |
| ---------- | ----------- | ------------ | ------------ | ------------ | ------------ |
| C P U      | Socket AM2  | Yes          | Yes          | No           | No           |
| C P U      | Socket AM2+ | Yes          | Yes          | No           | No           |
| C P U      | Socket AM3  | Yes          | Yes          | Yes          | Yes          |
| C P U      | Socket AM3+ | No           | No           | Yes          | Yes          |

## 採用製品
CPU
- AMD
  - K10
    - Barcelona 世代
    - Shanghai 世代

チップセット
- AMD
  - 7 Series[注 3]
- NVIDIA
  - nForce 720D, 750a, 780a, 980a
  - GeForce 8100, 8200, 8300